# Sovetski (Saràtov)
|  | Per a altres significats, vegeu «Sovetski». |

Sovetski (en rus: Советский) és un poble (un possiólok) de l'óblast de Saràtov, a Rússia, segons el cens del 2010 tenia 23 habitants. Pertany al districte municipal d'Arkadak.